# Ногаев, Нурлан Аскарович
Нурлан Аскарович Ногаев (каз. Нұрлан Асқарұлы Ноғаев; род. 30 июля 1967, Октябрьск, Актюбинская область) — казахстанский государственный деятель, посол Казахстана в Туркменистане с июня 2024 года.
Занимал посты акима Западно-Казахстанской (2012—2016), Атырауской (2016—2019), Мангистауской (2021—2024) областей, министра энергетики Казахстана (2019—2021).

## Биография
Происходит из рода табын племени жетыру.
Трудовую деятельность начал электромонтёром станции Кандагач г. Октябрьска Актюбинской области.
1993—1995 — старший эксперт по нефтепродуктам, начальник отдела ТОО «Гили-Паскер», г. Москва.
1995—1996 — заместитель генерального директора малого предприятия «Отрар Лтд», г. Алматы.
1996—2006 — инженер по маркетингу, начальник отдела маркетинга, продаж нефти и нефтепродуктов, генеральный директор ТОО «Казахтуркмунай».
С февраля по август 2006 года был исполнительным директором АО «Национальная компания „КазМунайГаз“».
С августа 2006 года работал директором Департамента нефтяной промышленности Министерства энергетики и минеральных ресурсов Республики Казахстан.
С сентября 2007 года — заместитель акима Западно-Казахстанской области, курирующий вопросы экономики, финансов и нефтегазового сектора.
20 января 2012 года назначен акимом Западно-Казахстанской области.
2016—2019 — аким Атырауской области.
18 декабря 2019 года по 7 сентября 2021 года — министр энергетики Республики Казахстан.
С 7 сентября 2021 года по 16 мая 2024 года — аким Мангистауской области.
С 20 июня 2024 года назначен чрезвычайным и полномоченном послом Казахстана в Туркменистане.

## Критика
13 июля 2013 года генеральный директор ТОО «KSS-building» на пресс-конференции в Алматы обвинил тогдашнего акима Западно-Казахстанской области Нурлана Ногаева в связях с криминальными авторитетами. По словам бизнесмена, аким вознамерился обанкротить его компанию за то, что он выступил против строительства нефтеперерабатывающего комплекса на территории Кирсановского зоологического заказника. Позднее, 22 июля 2013 предприниматель был арестован за «уклонение от уплаты налогов». Вскоре под давлением общественности и митингов сотрудников его предприятия, бизнесмен был выпущен на свободу.

## Зарплата
В августе 2016 года всем акиматам были разосланы запросы с просьбой обнародовать оклады первых руководителей. Заработная плата акима Атырауской области Нурлана Ногаева составила 924 431 тенге в месяц.

## Награды
- Орден Парасат (2016)[17]
- Юбилейная медаль «20 лет Конституции Республики Казахстан» (2015)[18]
- Медаль «За отличие в предупреждении и ликвидации чрезвычайных ситуаций»
- Памятный серебряный знак Туркменистана «Magtymguly Pyragynyň 300 ýyllygyna» (10 декабря 2024 года, Туркменистан) — за особые заслуги в возрождении культурного наследия и исконных духовных ценностей туркменского народа, изучении, бережном сохранении, популяризации и донесении потомкам творческого наследия поэта-классика туркменской литературы, великого мыслителя Махтумкули Фраги, в наращивании культурных связей независимого нейтрального Туркменистана с государствами планеты и международными организациями, в сближении и обогащении культур, укреплении уз дружбы и сотрудничества между народами в эру Возрождения новой эпохи могущественного государства, а также по случаю 300-летия туркменского поэта-классика Махтумкули Фраги[19]